# 德米特里夫卡 (博霍杜希夫區)
50°13′17″N 35°23′40″E / 50.22139°N 35.39444°E
德米特里夫卡（烏克蘭語：Дмитрівка）是位於烏克蘭東部的村莊，由哈爾科夫州博霍杜希夫區的博霍杜希夫市鎮負責管轄。該村處於里亞比納河畔，始建於1754年，面積2.83平方公里，海拔高度141米。